# الکساندر گورلیک
الکساندر گورلیک (روسی: Александр Юдаевич Горелик؛ ۹ اوت ۱۹۴۵ – ۲۷ سپتامبر ۲۰۱۲) اسکیت‌باز نمایشی اهل اتحاد جماهیر شوروی سوسیالیستی بود.